# 淮上地方银号
淮上地方银号是抗日战争和第二次国共内战时期存在于豫皖苏解放区第三专署开办的一家银号，由中国共产党领导的地方政权建立，为发钞行。其发行的钞票称为淮上地方银号钞。

## 历史
苏皖边区第八专署决定由专署货管局印制发行“淮北地方银号”币。
归专署财政处领导。货管局长王象乾兼银号主任。银号印刷厂对外称“路西出版社”，厂址保密，经常迁移。八专署印制发行“淮上地方银号”三种，即1945年底发行的伍元流通券、1946年发行的拾元券和贰拾元券。
1946年12月，八专署改称豫皖苏三专署，淮上地方银号币的发行为三专署工商局。